# Kota (ciutat)
Kota (hindi:कोटा Koṭa) abans Kotah, és una ciutat i municipi del Rajasthan a la riba del riu Chambal a 25° 11′ N, 75° 50′ E / 25.18°N,75.83°E. Al cens del 2001 apareix amb una població de 695.899 habitants. El 1881 la població era de 40.270 habitants, el 1891 de 38.620 i el 1901 de 33.657. El gran descens al darrer cens esmentat fou degut a la fam de 1899-1900 i les epidèmies que vam seguir; la població era hindú (69%) i musulmana (27%). La ciutat vella està dividida en tres àrees definides: Ladpura, Rampura i Kotah; a l'extrem sud hi ha l'antic palau mirant al riu. Entre els diversos temples el més famós és el de Mathureshji, i el més vell el de Nilkanth Mahadeo.

## Història
Al segle xii el territori fou conquerit pel cap rajput chauhan del clan hada Rao Deva, que va fundar Bundi. Al segle xiv alguns bhils del clan Koteah que aleshores vivien a la comarca, foren expulsats per Jet Singh, net de Rao Deva de Bundi, que es va establir en aquest lloc i va fundar una ciutat, que va anomenar Kotah, que va romandre en poder de Bundi fins al 1631, quan el sobirà va cedir Kotah i dependències al seu fill Madho Singh que va fundar el principat d'aquest nom amb aprovació imperial. El 1874 es va formar la municipalitat.

## Llocs interessants
- Crosthwaite Institute
- Nou i antic palau del maharajà
- Jardí del Chambal
- Hadoti Traffic Garden
- Chowpaty Bazaar
- Temple Tirupati Balaji
- Temple Khare Ganesha
- Museu Maharao Madho Singh (al palau vell)

- Pressa de Kota

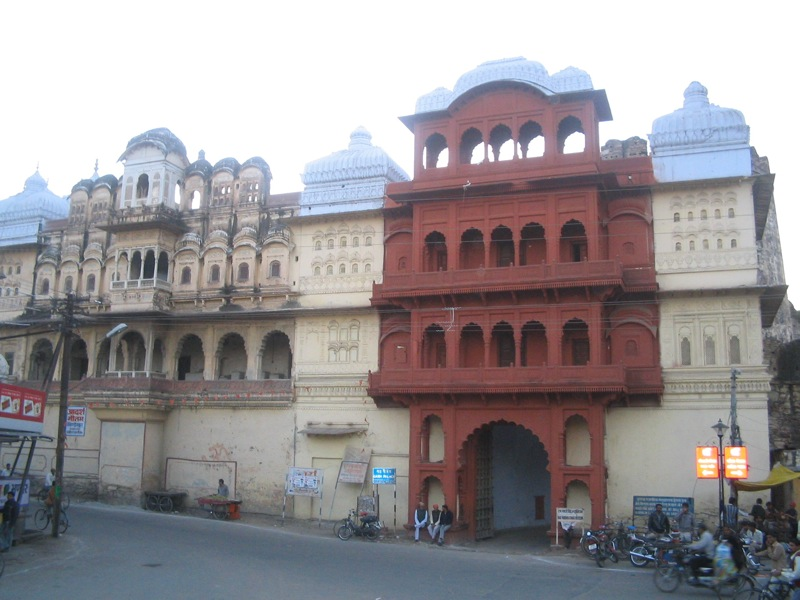
Palau Garh

- Museu del Govern al Palau Brijvilas Palace prop del llac Kishore Sagar
- Jag Mandir al mig del llac Kishore Sagar, datat del 1346
- Temple de Godavari Dham dedicat al Hanuman

### Llocs propers
- Adhar Shila
- Darrah National Park
- Chambal River Ghariyal {Aligator} Reservoir
- Sawan phuhar Water Park
- Haryali Resort
- Bheetariya Kund
- Cascada Pahadajhar Mahadev
- Gapernath
- Temples Badoli
- Resclosa Jawahar Sagar

### Palaus
- Palau Garh Palace
- Palau Umed Bhavan
- Plaau Brijraj Bhavans.